# Ластовецький Микола Миколайович
Микола Миколайович Ластовецький (9 липня 1936, Кривий Ріг — 3 березня 2023, Суми) — український артист. Актор Сумського обласного театру драми та музичної комедії. Народний артист України (2007).

## Життєпис
Народився в сім'ї службовця. З 1945 по 1953 навчався у восьмирічній школі м. Кривий Ріг.
У 1954 працював учнем слюсаря на Ремонтно-металургійному заводі у залізно-дорожньому цеху помічником кочегара на паротягу, у тому ж році влаштувався на Південний гірничо-збагачувальний комбінат, де закінчив курси електрика. При комбінатському клубі діяв самодіяльний театр під керівництвом Павла Ярошенка. Саме Ярошенко помітив у молодому електрику талановитого актора і порадив не обмежуватися аматорським театром. Як згадує Микола Миколайович:
| Чесно кажучи не вірилося, що зможу поступити до театрального. Якоюсь захмарною здавалася ця мрія. Часто ходив з мамою до театру і не думав, що це так просто стати артистом. Та після кількох вдалих ролей у клубному театрі Павло Ярошенко наполягав, щоб пішов учитися. Перший рік після вечірньої школи я не поїхав, поїхав на наступний. |
1956 поступає до вечірньої школи робочої молоді.
1959 поступив до Харківського Театрального інституту. Провчився рік. 1960, за порадою Данила Антоновича перейшов на режисерське відділення Харківського Державного інституту культури. У 1964 році поїхав до Талди-Кургану. Там у Будинку культури поставив дипломну роботу. У 1965 р. здав державний залік в Харківській академії культури і у тому ж році направлений до Сумського театру, у якому й пропрацював актором до кінця днів, понад 50 років, де створив понад 300 сценічних образів в різножанрових виставах.
Дружина — актриса Сумського театру ім. Щепкіна Ластовецька Алла Федорівна (донька сумського скульптора Федора Каравая). Троє дітей: Ярослав Ластовецький  — актор, режисер, сценарист, мешкає у Києві; Анастасія (1979), Роксолана (1980). Троє онуків.
Помер 3 березня 2023 року у м. Суми.

## Ролі у театрі
Сумський театр драми та музичної комедії

М. М. Ластовецький у ролі

- «Циганка Аза» М. Старицького — В'асиль
- «Майська ніч» М. Гоголя — Писар
- «Без вини винні» О. Островського — Шмага
- «Лікар мимоволі» Мольєра — Філіп
- «Сільва» І. Кальмана — граф Воляпюк
- «Летюча миша» Й. Штрауса — черговий
- «Наталка Полтавка» І. Котляревського — Возний
- «Сорочинський ярмарок» О. Рябова — Цибуля
- «Сватання на Гончарівці» Г. Квітки-Основ'яненка — Кандзюба
- «Мартин Боруля» І. Карпенка-Карого — Омелько
- «Запорожець за Дунаєм» С. Гулака-Артемовського — Карась
- «Герцог Гонзаго» Н. Йорданова — Бонволіо
- «Оргія» Л. Українки — Прокуратор
- «Тартюф» Мольєра — Оргон
- «Вожак» З. Станку — Фердік
- «Мамина хата» Л. Никоненка — Байда
- «Маріца» І. Кальмана — Морщ
- «Російське питання» О. Симонова — Вільямс
- «Все його життя» Є. Габриловича — Сергеєв
- «Сільські дівчата» Л. Никоненка — Федько
- «З коханням не жартують» П. Кальдерона — Дон Педро
- «Бронзова фаза» М. Зарудного — шабашник
- «Яблучна леді» О. Фляпровського — Ля Торе
- «Старик» Ю. Трифонова — Шиганцев
- «Паганіні» Ф. Легара — Хедувіль
- «Тітка Чарлей» О. Фельцмана — Спейтлак
- «Декамерон» Дж. Бокаччо — єпископ
- «Балдера» І. Кальмана — Філіп
- «Холопка» М. Стрельнікова — Граф Кутайсов
- «Жіночий бунт» Є. Птічкіна — Стешко
- «Лимерівна» П. Мирного — Кнур
- «Чмир» М. Кропивницького — Вареник
- «Одруження» М. Гоголя — Яічниця
- «Сватав Гриць удовицю» В. Капівеця — Закроцюбенко
- «Шельменко денщик» Г. Квітки-Основ'яненка — Шпак
- «Сестри» Л. Разумовської — Старий
- «Роз-Марі» Г. Стодгарта — Чорний Орел
- «Хулій Хурина» Миколи Куліш — Ямка
- «Маритана» Петра Градова — Маркіз
- «Філумена Мартурано» Е. де Філіппо — Альфредо
- «Дамських справ майстер» М. Старицького — Прокіп
- «Майор, Тоот та інші» І. Еркеня — Псіхіатр
- «Дім божевільних» Є. Скарлетта — Майор
- «Снігова королева» Є. Шварца — Король
- «Весілля в стилі ретро» А. Галіна — Чмутін
- «Віват, водевіль!» А. Бонді — Синичкин
- «Дами і гусари» А. Фредо — Ротмістр
- «Малюк» А. Горіна — Едмондт
- «Верона» Г. Горіна — Лоренцо
- «Ціаністий калій з молоком, чи без?» за однойменною п'єсою Хуана Мільян — Дон Григоріо
- «Вишневий сад» А. Чехова — Фірс
- «Пригвожденні» В. Винниченка — Лобкович
- «Циганський барон» Й. Штрауса — Карнеро
- «Лісістрата» Аристофана — Радин
- «Кам'яний господар» Л. Українки — Дон Пабло
- «Конотопська відьма» Г. Квітки-Основ'яненка — Кум
- «Місто без кохання» Л. Устінова — Страж
- «Витівки Хануми» Г. Канчелі — Князь

## Нагороди
- 1976 — Орден «Знак Пошани»
- 1980 — Заслужений артист України
- 2007 — Народний артист України[1]